# Волдозеро (озеро)
Волдозеро — озеро на территории Поповпорожского сельского поселения Сегежского района Республики Карелии.

## Общие сведения
Площадь озера — 2,3 км², площадь водосборного бассейна — 24,2 км². Располагается на высоте 106,1 метров над уровнем моря.
Форма озера лопастная, продолговатая: оно вытянуто с северо-запада на юго-восток. Берега каменисто-песчаные, местами заболоченные.
Из залива на северо-западной стороне Волдозера вытекает протока, которая, протекая Кирасозеро, впадает в реку Онду, втекающую в Нижний Выг.
У юго-восточной оконечности располагается посёлок Волдозеро, через который проходит автодорога местного значения 86К-314 («Подъезд к п. Волдозеро»).
Код объекта в государственном водном реестре — 02020001311102000008333.